# Alexander Huber (Volleyballspieler)
Alexander „Xandi“ Huber (* 25. Juli 1985 in Klagenfurt am Wörthersee) ist ein österreichischer Beachvolleyball- und ehemaliger Volleyballspieler. Mit nur 1,79 m Körpergröße zählt er zu den kleinsten Spielern auf der World Tour.

## Karriere Beach
Huber spielte sein erstes internationales Turnier bei der Jugend-Weltmeisterschaft 2002 in Xylokastro und erreichte mit Konrad Podesser den neunten Platz. Mit Felix Bläuel kam er bei der Junioren-WM 2003 in Saint-Quay-Portrieux auf den 19. Platz. Ein Jahr später wurden Huber/Bläuel im gleichen Wettbewerb in Porto Santo Neunte. Das gleiche Ergebnis erzielte er bei der Junioren-WM 2005 in Rio de Janeiro mit Thomas Mang. Dazwischen nahmen Huber/Bläuel erstmals an Challenger-Turnieren und Open-Turnieren der FIVB World Tour teil. 2006 spielten sie die Zagreb Open und erstmals den Grand Slam in Klagenfurt. In St. Pölten wurden sie mit einem Finalsieg gegen das deutsche Duo Uhmann/Pompe U23-Europameister. Außerdem gewann Huber mit Florian Gosch das Challenger-Turnier in Cagliari.
2007 und 2008 gelangen Huber Bläuel keine vorderen Platzierungen auf der World Tour. Bei der EM 2008 in Hamburg schieden sie nach zwei Niederlagen gegen die Deutschen Klemperer/Koreng und in der Verliererrunde die Spanier García/Martin früh aus. Bei den Guarujá Open im September kamen sie als Siebter erstmals in die Top Ten eines Turniers der Weltserie. Danach spielte Huber einige Turniere mit wechselnden Partnern. An der Seite von Peter Gartmayer nahm er an der WM 2009 in Stavanger teil. Bei der österreichischen Meisterschaft erreichte Huber 2008 und 2009 jeweils das Endspiel und wurde Vizemeister.
Danach bildete er ein neues festes Duo mit Robin Seidl. 2010 war ein fünfter Platz beim Challenger-Turnier in Novi Sad das beste internationale Ergebnis für Huber/Seidl. Bei der nationalen Meisterschaft standen sie im Endspiel, womit Huber zum dritten Mal in Folge österreichischer Vizemeister wurde. 2011 erreichten sie das Finale des Baden Satellite und dritte Plätze in Lausanne (Satellite) und Warna (Challenger). Beim Grand Slam in Klagenfurt besiegten sie die amtierenden Europameister Nummerdor/Schuil und belegten den 17. Platz. Bei der anschließenden EM in Kristiansand kamen sie als eines von drei punktgleichen Teams der Vorrundengruppe ins Achtelfinale und unterlagen dort den Dänen Søderberg/Hoyer. Außerdem wurden sie erstmals österreichischer Meister.
In die Saison 2012 starteten sie mit einem 13. Platz bei den Brasília Open. Bei der EM in Scheveningen gelangten sie als Gruppendritte in die erste K.-o.-Runde und schieden nach drei Sätzen gegen die Schweizer Gabathuler/Gerson aus. Danach wurden sie Vierte beim Masters in Novi Sad. National erreichten die Titelverteidiger das Endspiel und wurden österreichischer Vizemeister. Zum Auftakt der Saison 2013 wurden gelangen ihnen zwei dritte Plätze beim Satellite-Turnier in Antalya und den Fuzhou Open. Weitere Top-Ergebnisse erzielten sie als Fünfte des Baden Masters und Vierte es Grand Slam in Den Haag. Bei der WM in Stare Jabłonki mussten sie sich als Gruppendritte in der ersten K.-o.-Runde den Deutschen Erdmann/Matysik geschlagen geben. Jeweils auf den neunten Rang kamen sie bei den Grand Slams in Gstaad und Long Beach. Bei der EM in Klagenfurt gewannen sie ihre Vorrundengruppe und qualifizierten sich direkt für das Achtelfinale, das sie gegen die Norweger Horrem/Eithun verloren. Sie beendeten das Jahr mit einem neunten Platz beim Grand Slam in Xiamen.
Das gleiche Ergebnis gab es Anfang 2014 beim CEV-Masters in Baden. Bei der EM in Quartu Sant’Elena erreichten Huber/Seidl als Gruppendritte die erste K.-o.-Runde, in der sie sich mit einer Niederlage gegen die Russen Semjonow/Krassilnikow verabschiedeten. Zwischen den beiden Grand Slams in Stavanger und Gstaad, die sie jeweils auf dem neunten Rang abschlossen, kamen sie ins Finale des Masters in Novi Sad. Bei der WM 2015 in den Niederlanden schieden sie als einer der schlechteren Gruppendritten bereits nach der Vorrunde aus. Auch auf der World Tour waren sie 2015 zunächst erfolglos. Besser lief es bei der EM in Klagenfurt, als sie als Gruppendritter erst im Achtelfinale den Polen Kantor/Łosiak unterlagen. Mit dem neunten Platz beim Masters in Mailand und dem fünften Rang in Xiamen wurden die Ergebnisse wieder besser.
2016 erreichten Huber/Seidl das Endspiel der Doha Open und damit trotz der Niederlage gegen die Vize-Europameister Ranghieri/Carambula ihr bislang bestes Ergebnis auf der World Tour. Bei vier weiteren Open-Turnieren wurden sie jeweils Neunte. Die EM in Biel/Bienne endete für sie hingegen als Gruppenletzte schon nach der Vorrunde. Mit dem Sieg beim europäischen Continental Cup in Stavanger qualifizierten sie sich für die Olympischen Spiele in Rio de Janeiro. Dort besiegten sie in der Vorrunde die US-Amerikaner Gibb/Patterson. Sie kamen als Gruppendritter ins Achtelfinale, das sie gegen die US-Amerikaner Lucena/Dalhausser verloren.
Huber bildete danach ein Duo mit Julian Hörl. Hörl/Huber begannen die World Tour mit einem 17. Platz in Rio de Janeiro (4-Sterne). In Moskau und Den Haag (jeweils 3-Sterne) wurden sie 33. und bei den 5-Sterne-Turnieren in Poreč und Gstaad schieden sie früh aus. Danach waren sie auf der CEV-Tour aktiv. Zwischen einem neunten und siebzehnten Platz bei den Satellites in Siófok und Vaduz gab es einen 13. Rang beim Ljubljana Masters. Hörl/Huber gewannen nach dem Turnier in Wolfurt auch die österreichische Meisterschaft in Litzlberg.
2018 startete Huber zunächst mit verschiedenen Partnern und ab Mitte Juli mit Christoph Dressler. Dressler/Huber gewannen 2019 die 2-Sterne-Turniere in Siem Reap und Qidong und wurden 2021 Dritte beim 4-Sterne-Turnier in Itapema. Bei der Beachvolleyball-Weltmeisterschaft 2022 besiegten sie als Pooldritte in der Lucky Loser Runde die Italiener Benzi/Bonifazi und schieden anschließend in der ersten Hauptrunde gegen die Katarer Cherif Younousse und Ahmed Tijan aus.

## Karriere Halle
In der Halle spielte Huber von 1990 bis 2011 für seinen Heimatverein VBK Klagenfurt. 2001 gelang der Mannschaft der Aufstieg in die erste Bundesliga. Dreimal nahmen die Klagenfurter am Europapokal teil. Als Libero hatte Huber fünf Einsätze in der österreichischen Nationalmannschaft.